# Henry Poidatz
Pour les articles homonymes, voir Poidatz.
Henry Poidatz (29 mai 1854 à Sannois - 24 mai 1905 à Paris) est un banquier et homme de presse français.

## Biographie
Après des études de droit, il s'engagea dans l'armée en 1873, mais démissionna avec le grade de lieutenant pour s'inscrire au barreau de Paris en 1882.
Banquier et courtier en publicité, il fut associé en affaires avec Maurice Bunau-Varilla.
Neveu de l'ancien imprimeur du Journal officiel, il s'intéressa fortement à la presse. Journaliste au Figaro et secrétaire général de la direction du Petit Journal en 1884, il rachète en 1895 le journal Le Matin à Alfred Edwards, dont il prend la direction. Il fut syndic de la presse parisienne.
Il épouse Marguerite Francœur, arrière-petite-fille de Louis-Benjamin Francœur, avec qui il a quatre enfants : Marcelle (1883-1951), Ellen Poidatz  (1885-1949), Germaine Mornand (1888-1976) et Jacques (1894-1954).
Il est propriétaire du château des « Rhuets » à Vouzon, qui sera vendu en 1905 après son décès.

## Distinctions
- Officier de la Légion d'honneur (1899).

## Sources
- Dominique Pinsolle, Un patron de presse méconnu : Henry Poidatz (1854-1905),
- Patrick Éveno, L'argent de la presse française des années 1820 à nos jours, 2003